# بياتريس غونزاليس
بياتريس غونزاليس (بالإسبانية: Beatriz González)‏ هي نحّاتة ونقاشة ورسامة كولومبية، ولدت في 16 نوفمبر 1938 في بوكارامانغا في كولومبيا.